# Ockragumpad bulbyl
Ockragumpad bulbyl (Iole crypta) är en fågel i familjen bulbyler inom ordningen tättingar.

## Utseende och läten
Ockragumpad bulbyl är en färglöst brun bulbyl med en lång och slank näbb och ljusgrå ögon. Gråögd bulbyl är mycket lik, men har mörkare och mer beigefärgad undersida, medan den generellt är mer varmbrun. Olivbulbylen har mörka ögon och är mörkare i fjäderdräkten, med endast liten eller ingen kontrast mellan ovansidan och undersidan. Lätena beskrivs i engelsk litteratur som vassa och ljusa "whit" samt "cher-wit".

## Utbredning och systematik
Den förekommer på Malackahalvön och Sumatra samt i Bangka-, Belitung-, Anambas- och Natunasöarna. Tidigare behandlades den och sepiabulbyl (I. charlottae) som en och samma art och vissa gör det fortfarande.

## Status
IUCN behandlar den inte som egen art varför dess hotstatus inte bedömts.